# Godred Sigtryggsson
No confundir con Gofraid mac Sitriuc, monarca del reino de Dublín
Godred Sigtryggsson (m. 1070) fue un caudillo hiberno-nórdico, rey vikingo de Mann (Godred II) por lo menos desde 1066 hasta su muerte en el año 1070.
Godred Sigtryggsson, solo aparece en las crónicas de Mann que indica que era rey de Mann y que recibió con honores a Godred Crovan uno de los sobrevivientes de la batalla de Stamford Bridge en 1066.
El mismo documento indica que «Godredus filius Sytric rex Manniæ», murió el año de la unión del rey Malcolm III de Escocia y Margarita de Escocia en 1070 y fue sucedido por su hijo Fingal Godredson. Esta información es contradictoria con la Crónica de Irlanda que indica que Mann era, desde la expulsión de Margadant Ragnaldson por Murchad mac Diarmata, una dependencia del reino de Dublín controlada por los reyes de Leinster.
Para resolver esta contradicción se presenta a Sigtryggsson Godred como un rey subyugado a los irlandeses o un pretendiente escandinavo opuesto a la hegemonía de Leinster. Otros historiadores, como Jean Renaud, opinan que a pesar del  diferente patronímico, Godred mac Sitriuc puede ser identificado con Gofraid mac Amlaib mac Ragnaill, rey de Dublín.